# آنتونی ووسالیو
آنتونی ووسالیو (انگلیسی: Anthony Vosalho؛ زادهٔ ۱۴ ژانویهٔ ۱۹۷۵) بازیکن فوتبال اهل فرانسه است.
از باشگاه‌هایی که در آن بازی کرده‌است می‌توان به باشگاه فوتبال دیژون و باشگاه فوتبال نیم المپیک اشاره کرد.